# Donbass Arena
El Donbass Arena (en ucraniano: Донбас Арена y en ruso: Донбасс Арена) es un estadio de fútbol ubicado en la ciudad de Donetsk, perteneciente de manera oficial a Ucrania (de iure); sin embargo, desde octubre de 2022 administrada de facto por la Federación Rusa. Fue inaugurado el 29 de agosto de 2009.
Se localiza en el parque Lenin Comsomol, ubicado en el centro de la ciudad. Su costo final alcanzó los 400 millones de dólares, de los cuales 30 se destinaron para crear un parque de recreo alrededor del recinto. Posee una capacidad para 52 187 espectadores y es la sede del club Shakhtar Donetsk, que milita actualmente en la primera división del fútbol ucraniano. Cuenta con una calificación de 5 estrellas por parte de la UEFA, convirtiéndolo en el único recinto Categoría Élite en Europa.
En 2012 fue una de las sedes principales de la Eurocopa que organizaron Polonia y Ucrania en el verano de ese año. Recibiendo un total de 5 partidos (incluida una de las semifinales).
Desde mediados de 2014 el inmueble se encuentra en desuso debido al estallido de la guerra del Dombas en la región, provocando una explosión dentro del recinto, por ende obligó al Shakhtar a trasladar sus oficinas y centros de entrenamiento a la capital Kiev, además de jugar sus partidos como local de competencias internacionales en diferentes ciudades hasta nuevo aviso.

## Historia
Su construcción se inició en 2006. Las empresas encargadas de edificar el proyecto fueron la turca ENKA (como contratista general) y la británica Arup Sport Company, autora de los diseños del Etihad Stadium de Mánchester, Allianz Arena de Múnich, Cornellà-El Prat de Barcelona, y el Sydney Football Stadium de Australia. Tanto el techo al alza, que semeja una especie de platillo volante, como la forma oval y la fachada acristalada, hacen que el estadio se destaque en su entorno.
El recinto se encuentra cerca del RSK Olimpiyskiy Regional Sports Complex creando un conjunto arquitectónico elegante. El techo de los laterales del inmueble de norte a sur contribuye a la iluminación natural y oxigenación del terreno de juego, mientras que la iluminación exterior hace brillar el estadio como un diamante en la noche.

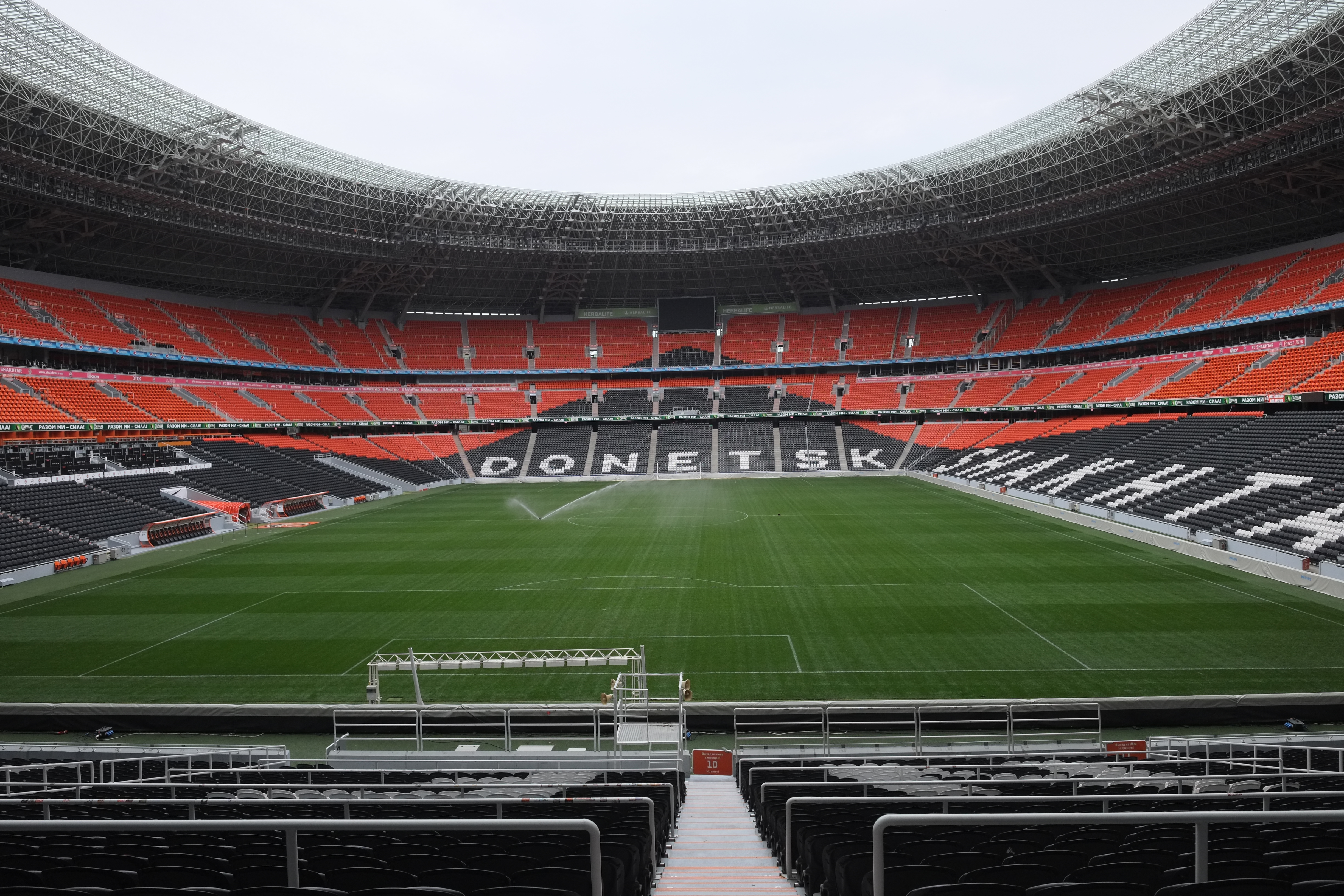
Interior del estadio.

En septiembre de 2008, el propietario del club Rinat Ajmétov, anunció que el nuevo recinto se llamaría Donbass Arena en homenaje a la región de la cual Donetsk es la capital.
Su inauguración tuvo lugar el 29 de agosto de 2009, coincidiendo con el día de los mineros en Ucrania y de la ciudad de Donetsk, con un concierto de la cantante Beyoncé. Dicha actuación estaba enmarcada dentro del I Am... Tour, siendo su primera presentación en territorio ucraniano.
El 27 de septiembre de 2009 se celebró el primer encuentro del Shakhtar Donetsk en su nuevo estadio, derrotando al Obolón Kiev con un contundente 4-0. El brasileño Jadson anotó el primer gol en la historia del Donbass Arena al minuto 18 del primer tiempo.
Posteriormente, el 18 de noviembre de ese año, la Selección de fútbol de Ucrania disputaría su primer partido en el recinto ante Grecia, como parte de la clasificación para la Copa Mundial de Fútbol de 2010, cayendo 0-1.
Durante la Eurocopa 2012 el estadio albergó un total de cinco encuentros, tres correspondientes a la fase grupos (todos ellos del Grupo D), uno de cuartos de final y otro de semifinales.
El 2 de mayo de 2014, en juego correspondiente a la jornada 28 de la Liga Premier de Ucrania 2013/14, Shakhtar derrotaría a Illichivets Mariupol por marcador de 3-1, siendo el último gol obra del brasileño Douglas Costa al minuto 83. Este sería el último encuentro celebrado en el estadio hasta la fecha, ya que debido al estallido de la guerra del Dombas en la región, el club tuvo ejercer su localía en distintas ciudades de Ucrania durante los años posteriores, primero en Leópolis (2014-2017), luego en Járkov (2017-2020). y finalmente en Kiev, donde se ha establecido actualmente.

### Guerra ruso-ucraniana
Durante los combates entre las fuerzas ucranianas y milicias prorrusas, el 23 de agosto de 2014 dos bombas explotaron en su interior causando daños materiales en su fachada de cristal, así como en el sistema eléctrico dejándolo inservible. En un principio se manejaba la posibilidad de un ataque provocado por los rebeldes separatistas; sin embargo, posteriormente se confirmaría que ambas fueron lanzadas por el ejército ucraniano como parte de una ofensiva para recuperar el control de la zona.
Desde el inicio del conflicto armado el recinto se ha quedado en desuso y completo abandono, debido a que por cuestiones políticas y de seguridad, no se permite la organización de eventos masivos en la ciudad; sin embargo, en ocasiones sus alrededores han sido utilizados como centro de acopio para las personas más afectadas por los enfrentamientos.
Actualmente el futuro del estadio es incierto, ya que debido al estallido de la guerra del Dombas y la posterior anexión del óblast de Donetsk a Rusia en octubre de 2022, no se sabe cuándo vuelva a ser utilizado.

## Otros usos
Además de los partidos de fútbol, el estadio también será un lugar que acogerá conciertos y espectáculos. Las instalaciones y acústica del mismo son aptas para organizar tales eventos. También se realizarán tours en los que se mostrará el inmueble a los visitantes. El concepto general de los futuros tours incluyen observar las características únicas del Donbass Arena, una visita a los vestuarios de los jugadores y el Shakhtar Museum, además de visitar la tienda de recuerdos.

## Datos

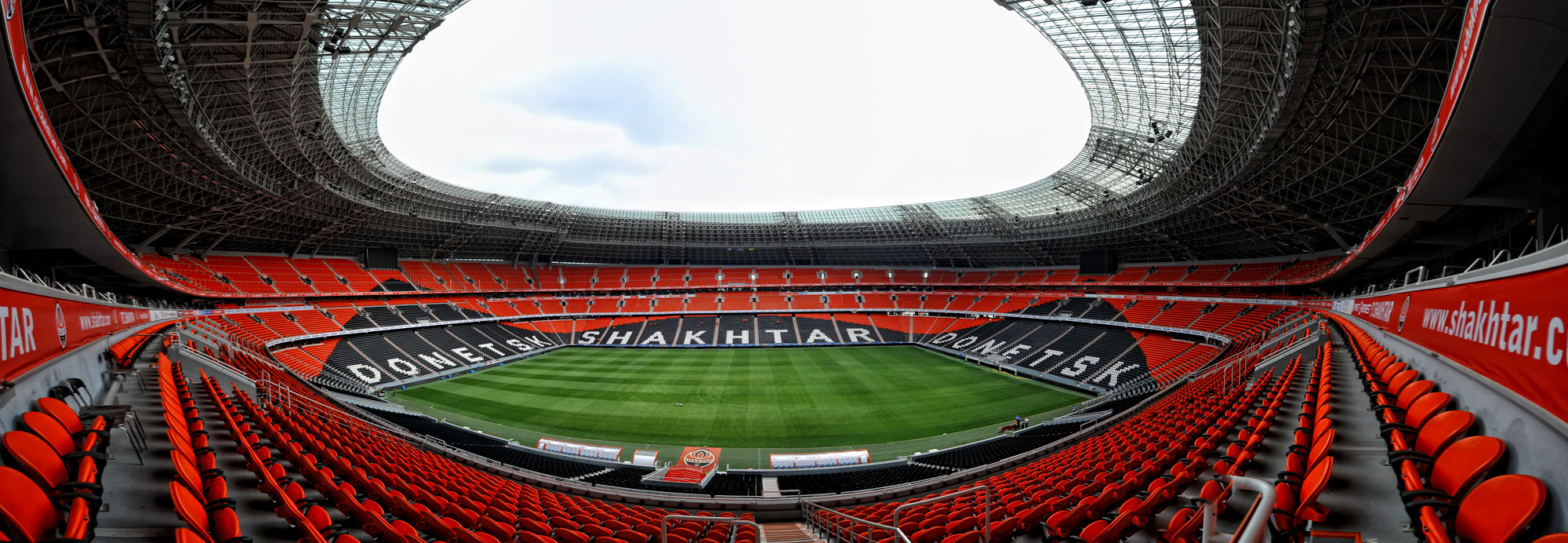
Panorámica del estadio.

- El área total de la obra de construcción (incluida la movilización de las zonas) es de 254 907 m².
- El terreno (incluido el campo), donde se encuentra el estadio, tiene una superficie de 46 780 m².
- La altura del nuevo estadio es de 54m, nivel de afinación a la parte superior del techo.
- Cuenta con 227 aseos WC, 471 WC y 333 lavabos.
- Más de 120 000 m² de hormigón fueron necesarios para la construcción del estadio.
- Aproximadamente 4300 toneladas de acero se utilizaron para su edificación.
- Aproximadamente 3800 toneladas de acero se utilizaron para la estructura del techo.
- El área total acristalada es de aproximadamente 24 000 m².
- El área total de los neumáticos será de aproximadamente 70 000 m²
- El tamaño del campo de fútbol es de 105 × 68 m, 7668 m² de césped natural y 2201 m² de césped artificial.
- Es el único estadio con categoría élite de la UEFA que está calificado con 5 estrellas.

## Eventos

### Eurocopa 2012
En la Eurocopa 2012 el estadio acogió tres partidos de la fase de grupos, uno de cuartos de final y una semifinal. Los otros encuentros del Grupo D de esta competencia se jugaron en el Estadio Olímpico de Kiev.
| Fecha               | Selección #1 | Resultado      | Selección #2 | Ronda                 | Espectadores | Referencias   |
| ------------------- | ------------ | -------------- | ------------ | --------------------- | ------------ | ------------- |
| 11 de junio de 2012 | Francia      | 1–1            | Inglaterra   | Primera fase, Grupo D | 47.400       | [ 14 ]        |
| 15 de junio de 2012 | Ucrania      | 0–2            | Francia      | Primera fase, Grupo D | 48.000       | [ 15 ]        |
| 19 de junio de 2012 | Inglaterra   | 1–0            | Ucrania      | Primera fase, Grupo D | 48.700       | [ 16 ]        |
| 23 de junio de 2012 | España       | 2–0            | Francia      | Cuartos de final      | 47.000       | [ 17 ]        |
| 27 de junio de 2012 | Portugal     | 0–0 (2–4 pen.) | España       | Semifinales           | 48.000       | [ 18 ] [ 19 ] |